# Thomas Adcock
Thomas Larry Adcock (* 1. Mai 1947 in Detroit) ist ein US-amerikanischer Krimischriftsteller.

## Leben
Aufgewachsen ist Adcock zuerst in seiner Geburtsstadt Detroit und später in New York. Als Polizeireporter und Journalist in Michigan und Minnesota begann er seine Karriere in der schreibenden Zunft. Bis 1978 arbeitete er für Zeitungen, dann ging er nach New York und nahm einen Job in der Werbebranche der Madison Avenue an. Daneben schrieb er ein Dutzend einfacher Romane unter Pseudonym und später auch Hörspiele und Drehbücher für Fernsehserien.
Seine erste Buchveröffentlichung unter eigenem Namen war Precinct 19 (1984), ein Tatsachenbericht des Polizeialltags in einem Revier in Manhattan. Im Jahr darauf begann er mit dem Schreiben von Krimigeschichten für Ellery Queen’s Mystery Magazine. In seiner zweiten Geschichte Christmas Cop im März 1986 ließ er erstmals den New Yorker Polizisten Neil Hockaday die Rolle des Ermittlers spielen. Die Geschichte wurde für den Edgar Allan Poe Award nominiert.
Es folgten regelmäßig weitere Geschichten, in denen auch Hockaday immer wieder die Hauptrolle spielte. Schließlich erschien 1989 der erste Roman mit dem Polizisten irischer Abstammung als Taschenbuch; Hell’s Kitchen gilt laut Krimi-Couch als „Meilenstein des harten Krimis“. Der zweite Roman Feuer und Schwefel wurde dann Adcocks erfolgreichstes Werk: Es brachte ihm 1992 den Edgar Allan Poe Award für den besten Taschenbuchkrimi ein. Bis 1997 wuchs die Serie auf sechs Romane an, von denen einige in bis zu zehn Sprachen übersetzt wurden.
Danach war Adcock wieder journalistisch tätig und unterrichtete auch als Lehrer für kreatives Schreiben. Außerdem engagiert er sich für verschiedene Schriftstellerorganisationen wie P.E.N. und MWA und war Gründungsmitglied der nordamerikanischen Abteilung der International Association of Crime Writers (IACW/NA). Er lebt zusammen mit seiner Frau, der Schauspielerin Kim Sykes, wechselweise in einem Farmhaus im Bundesstaat New York und in einer Wohnung in Manhattan.

## Werke
Sachbuch
- Precint 19 (1984)

Neil-Hockaday-Romane
- Hell’s Kitchen (Sea of Green, 1989)
- Feuer und Schwefel (Dark Maze, 1991)
- Ertränkt alle Hunde (Drown All the Dogs, 1994)
- Der Himmel des Teufels (Devil's Heaven, 1995)
- Thrown-Away Child (1996, nicht auf Deutsch erschienen)
- Grief Street (1997, nicht auf Deutsch erschienen)

Sonstige
- Where Jesus lost his sandals
  - Übers. Jürgen Bürger: Wo Jesus seine Sandalen verlor, in Haffmans Krimi Jahresband 1996. Heyne, 1996, S. 143 – 186 (Originalbeitrag)